# Ullemarke
Ullemarke er en bebyggelse i Keldby Sogn på Møn, beliggende midtvejs mellem Keldby og Spejlsby. Den tilhører Vordingborg Kommune og ligger i Region Sjælland.
Ullemarke omtales 1496 (Wllemarcke). 
Landsbyen udskiftes i 1797.
I landsbyen ligger Gedebjerggård, Frøslevgård, Egebjerggård og Toftevang.